# Mesoligia antithesis
Mesoligia antithesis är en fjärilsart som beskrevs av Schultz 1934. Mesoligia antithesis ingår i släktet Mesoligia och familjen nattflyn. Inga underarter finns listade i Catalogue of Life.